# 奥林匹克宪章
《奥林匹克宪章》亦称《奥林匹克章程》或者《奥林匹克规则》，是国际奥林匹克委员会为发展奥林匹克运动而制订的最高等級法律文件，对奥林匹克运动的组织、宗旨、原则、成员资格、机构及其各自的职权范围和奥林匹克各种活动的基本程序等作了明确规定，也是约束所有奥林匹克活动参与者行为的最基本标准和各方进行合作的基础。
奧林匹克憲章與人權的國際發展關係密切，如2014年俄羅斯索契主辦冬季奧林匹克運動會開幕前，Google更改搜尋首頁並引用奧林匹克憲章條文：「運動是與生俱來的人權。」

## 奧林匹克憲章與人權
奧運會的發展和國際人權政治日益交織，奧林匹克憲章與1948年聯合國《世界人權宣言》定義的人權理想自第二次世界大戰以來相輝映；因此，奧運會與人權的關係廣泛且在奧運會主辦國的選擇上，人權亦為重要考量之一。
2014年俄羅斯索契主辦冬季奧林匹克運動會開幕前，Google更改搜尋首頁「塗鴉」（Doodle）為彩虹配色並引用奧林匹克憲章條文：「運動是與生俱來的人權。每個人應有機會參與運動，並在經由沒有任何形式歧視，及注重友誼、團結與公平競爭為基礎的奧林匹克精神共識下從事運動。」媒體認為此舉是向打壓同性戀人權活動的俄羅斯政府的委婉抗議。奧林匹克憲章（Olympic Charter）的搜尋結果亦在用戶點選首頁塗鴉時出現。

## 历史
1894年6月，第一部《奧林匹克憲章》在巴黎国际体育会议上正式通過的，由法國著名教育家法国人皮埃尔·德·顾拜旦，現代奧林匹克運動奠基人倡議和主持制訂。百年來，憲章曾多次修改，但其原則和精神未發生根本改變。1995年，国际奥委会修改《奥林匹克宪章》，规定只有独立国家才能够成为国际奥委会会员。现行的《奥林匹克宪章》于1999年12月在瑞士洛桑由国际奥林匹克委员会第120次全体会议通過的。
1999年版的憲章共五章：「基本原則和奧林匹克運動、国际奥林匹克委员会、國際單項體育聯合會、國家奧林匹克委員會、奧林匹克運動會。主要内容如下：
- 第1章規定了奧林匹克運動的最高權力、運動的範圍、國際奧委會的作用、國際奧委會承認的對象和程序；代表大會召集和工作團結問題。第1章亦規定奧林匹克徽記、旗幟、格言、標志和火炬等。
- 第2章規定國際奧委會的法律地位、成員資格、國際奧委會全體大會、執行委員會和主席的權力和職責、國際奧委會的工作程序、語言和經費來源等問題。
- 第3章說明國際奧委會對國際單項體育聯合會的作用。
- 第4章規定國家奧委會的作用、組成和與各國單項體育組織的關係等。根據奧林匹克憲章，國家奧委會的基本任務是在各自的國家發展奧林匹克運動。
- 第5章處理奧運會的組織與管理、奧運城的選擇、文化節目和奧運村的設立、奧運會參賽條件和比賽項目和禮儀等問題。禮儀包括邀請信發送、奧林匹克證件、奧運會開幕式、閉幕式與發獎儀式等。

在中華人民共和國，《奧林匹克憲章》中譯本出版始於1989年，而中國奧林匹克出版社首次出版中譯版本最早為1991年。
奥林匹克宪章歷史版本收集於官方網站。